# Сокіл новозеландський
Сокіл новозеландський (Falco novaeseelandiae) — вид хижих птахів родини соколових (Falconidae).

## Поширення
Ендемік Нової Зеландії. Поширений на основних островах та острові Стюарт, але рідкісний на півночі Північного острова. Невелика популяція також розмножується на Оклендських островах; вид відомий з островів Чатем за викопними рештками.

## Опис
Це соколи середнього розміру, потужної статури з відносно короткими крилами і досить довгим хвостом. Довжина тіла 36-48 см, розмах крил 66-91 см. Дорослі самці важать 252—500 г і мають довжину крил 226—267 мм. Дорослі самиці досягають ваги 420—594 г і довжини крил 246—308 мм,

## Спосіб життя
Харчується птахами, ссавцями і дрібними плазунами. Мешкає в лісах або міських місцях з негустою рослинністю, трапляється на висоті до 2200 м над рівнем моря. Гнізда облаштовує на скелях, на землі, в кущах, деревах та інших прихованих місцях. Відкладає від 2 до 4 яєць, а насиджування триває приблизно один місяць.